# Amyttosa mutillata
Amyttosa mutillata är en insektsart som först beskrevs av Karsch 1890.  Amyttosa mutillata ingår i släktet Amyttosa och familjen vårtbitare. Inga underarter finns listade i Catalogue of Life.